# Лічфілд (Стаффордшир)
Лічфілд (англ. Lichfield) — старовинне місто в англійському графстві Стаффордшир зі статусом сіті, північне передмістя Бірмінгема. Населення — 32 219 осіб (за даними на 30 січня 2013 року).

## Історія
За 3 милі від Лічфілда археологи розкопали кельтско-римське поселення Летоцетум, через яке в античності проходила Вотлінг-стріт. У перекладі з місцевої кельтської говірки цей топонім означав «сірий ліс».
Назва «Лічфілд» уперше з'являється у Біди для позначення місця, де проживали мерсійські єпископи. 786 року за наполяганням короля Оффи папа Адріан I дарував місцевому єпископу статус архієпископа. Після смерті Оффи архієпископська кафедра повернулася в Кентербері.
У 1075–1147 роках єпископська кафедра була перенесена з Лічфілда спочатку в Честер, а потім у Ковентрі. Після повернення в Лічфілд єпископи розгорнули будівництво готичного собору з трьома шпилями, який вважається наймініатюрнішим з подібних споруд Англії. Зведення Лічфілдського собору було закінчено в 1330-х роках.
У другій половині XVIII століття Лічфілд переживав другий розквіт у зв'язку з розташуванням на роздоріжжі декількох трактів. Тоді тут оселилися натураліст Еразм Дарвін і актор Девід Гаррік. У Лічфілді народився друг Гарріка — лексикограф Семюел Джонсон (в його будинку зараз музей). У 1790-і роки через місто було проведено Лічфілдський канал (нині занедбаний).
Титул графа Лічфілдського (англ. Earl of Lichfield) в 1645–72 роках носив Чарльз Стюарт, герцог Річмондський, в 1674–1776 роках — представники сімейства Лі, з 1831 року — представники сімейства Ансонів. Їхня резиденція, Шагборо-хол, знаходиться поодаль міста.